# Dousman (Wisconsin)
Dousman es una villa ubicada en el condado de Waukesha en el estado estadounidense de Wisconsin. En el Censo de 2010 tenía una población de 2.302 habitantes y una densidad poblacional de 332,76 personas por km².

## Geografía
Dousman se encuentra ubicada en las coordenadas 43°0′21″N 88°28′43″O / 43.00583, -88.47861. Según la Oficina del Censo de los Estados Unidos, Dousman tiene una superficie total de 6.92 km², de la cual 6.67 km² corresponden a tierra firme y (3.56%) 0.25 km² es agua.

## Demografía
Según el censo de 2010, había 2.302 personas residiendo en Dousman. La densidad de población era de 332,76 hab./km². De los 2.302 habitantes, Dousman estaba compuesto por el 96.83% blancos, el 0.65% eran afroamericanos, el 0.52% eran amerindios, el 0.91% eran asiáticos, el 0% eran isleños del Pacífico, el 0.09% eran de otras razas y el 1% pertenecían a dos o más razas. Del total de la población el 2.87% eran hispanos o latinos de cualquier raza.